# Tabanus rhinargus
Tabanus rhinargus är en tvåvingeart som beskrevs av Philip 1962. Tabanus rhinargus ingår i släktet Tabanus och familjen bromsar. Inga underarter finns listade i Catalogue of Life.